# Reial Audiència de Galícia

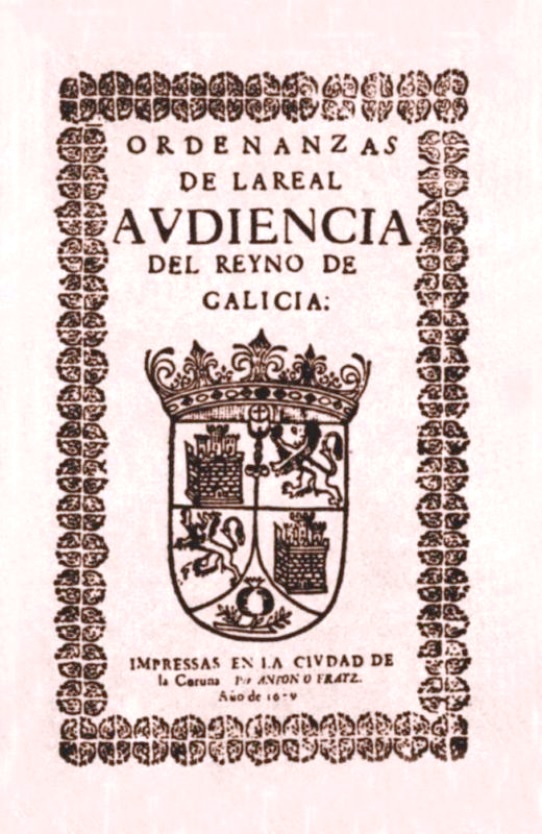
Ordenances de la Reial Audiència del Regne de Galícia, impresses a la ciutat de la Corunya per Antonio Frayz l'any 1679.

La Reial Audiència de Galícia va ser un tribunal creat el 1480 per a la restauració de la justícia real i la submissió dels senyors, en el context de la pacificació del Regne de Galícia en temps dels Reis Catòlics.
El 1578 es va instal·lar definitivament a la Corunya, i fins llavors no havia tingut seu fixa, sinó que es desplaçava als llocs on hi havia problemes que solucionar (Pontevedra, Mondoñedo, etc.). La documentació generada per aquest organisme constitueix el fons fonamental de l'Arxiu del Regne de Galícia.